# Granatnik podwieszany

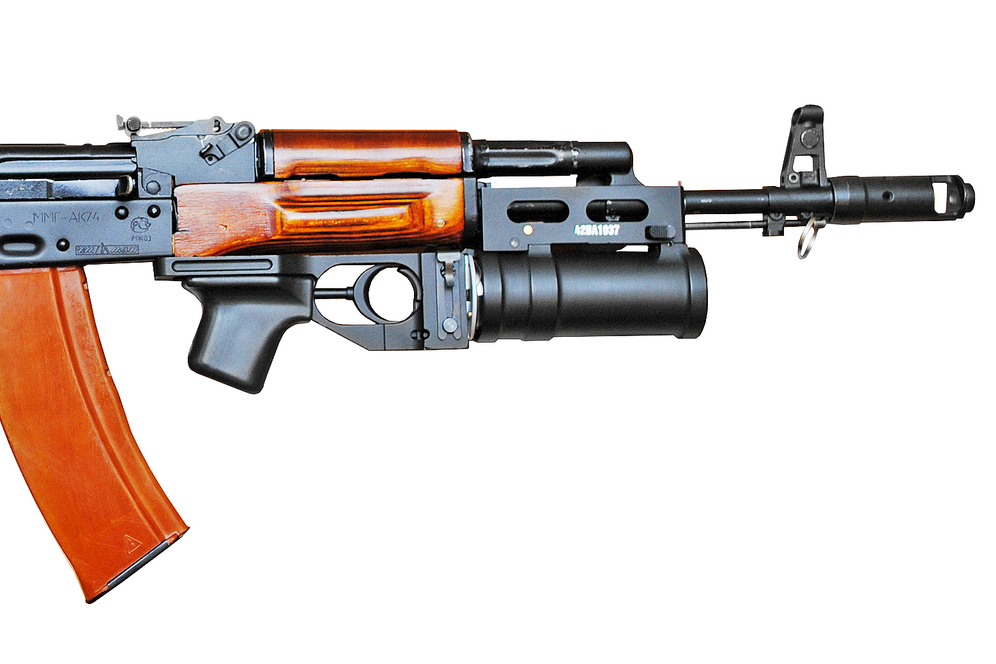
Granatnik podwieszany GP-25

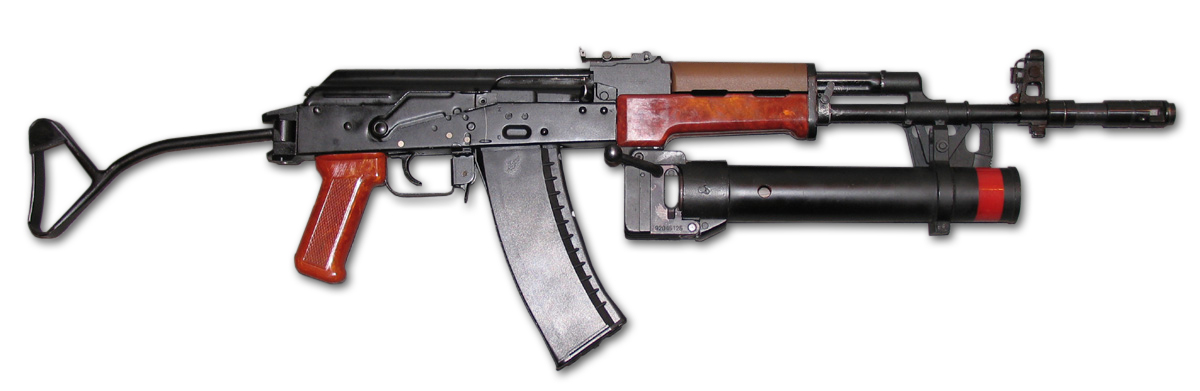
5,45 mm kbkg wz. 1974 (kbk wz. 88 Tantal z granatnikiem wz. 74 Pallad)

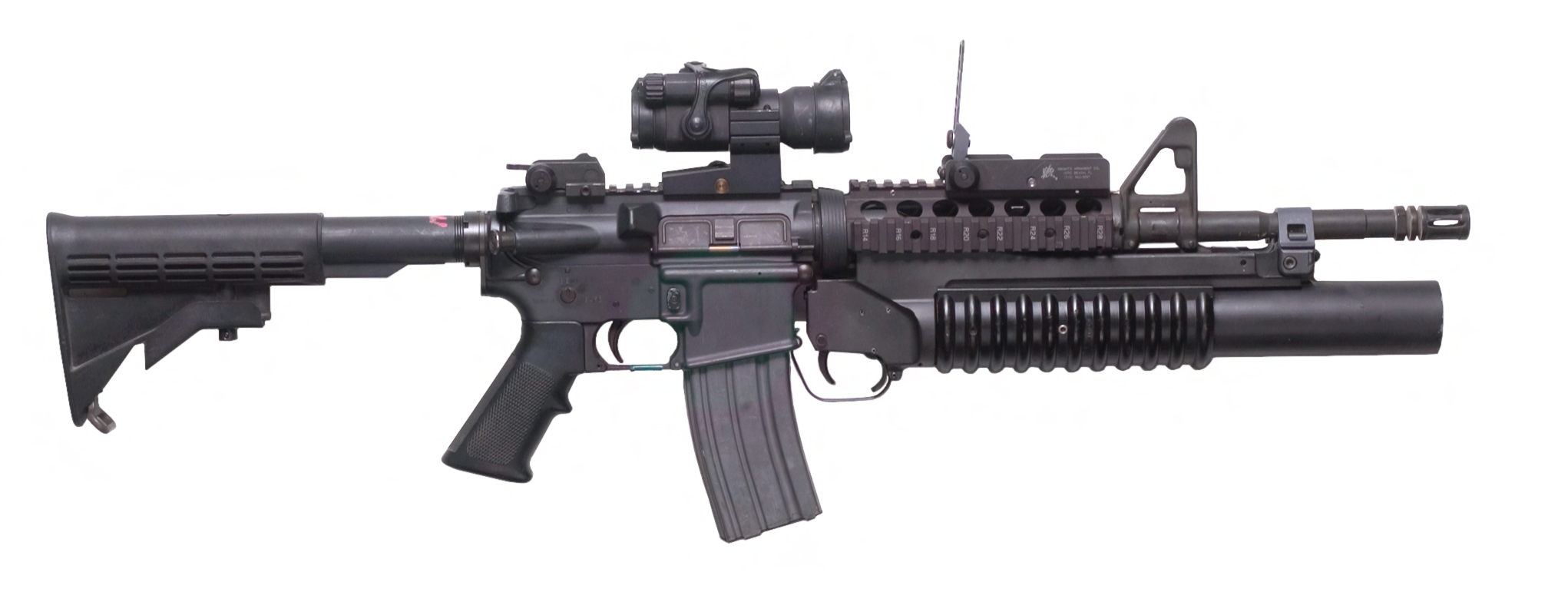
Karabinek M4 z podwieszonym granatnikiem M203

Granatnik podwieszany (podlufowy) – granatnik mocowany pod lufą broni strzeleckiej (najczęściej karabinu lub karabinka). 

## Charakterystyka
Granatnik podwieszany zasilany jest najczęściej granatami odłamkowymi w kalibrze do 40 mm. Przeznaczony jest głównie do rażenia celów na odległość do 400 m. Zestaw złożony z karabinu i granatnika podwieszanego jest nazywany karabinem-granatnikiem, a także granatnikiem karabinowym. Podstawowymi zespołami granatnika podwieszanego są: lufa, zamek, mechanizm spustowy i celownik.

## Historia
Pierwszym granatnikiem podwieszanym był amerykański XM148 kalibru 40 mm. Była to wersja granatnika M79 przeznaczona do podwieszania pod karabin M16 powstała w ramach programu Special Purpose Individual Weapon. W 1967 do Wietnamu dotarła partia 6000 tych granatników. XM148 ostatecznie nie został przyjęty do uzbrojenia, zastąpiony doskonalszym M203. Amerykańska amunicja 40 x 46 mm SR stała się w następnych latach standardem w krajach NATO. W krajach Układu Warszawskiego pierwszym granatnikiem podlufowym wprowadzonym do uzbrojenia był polski granatnik wz. 1974 Pallad kalibru 40 x 47 mm. Pallad powielał koncepcję amerykańskiego M203, różniąc się od niego zastosowanymi rozwiązaniami technicznymi (M203 ma zamek otwierany przez przesunięcie lufy do przodu, Pallad przez odchylenie zamka w dół). Odmienną drogę wybrano w ZSRR, gdzie skonstruowano bezłuskowy, odprzodowy granatnik GP-25.